# 歐陽杲
歐陽杲（？—？），江西承宣佈政使司鄱陽縣人。明朝解元。

## 生平
為秀才時，曾參與修整學宮，疏浚泮池，得土鳳一枚，栩栩如生。嘉靖十年（1531年）中式辛卯科江西鄉試第一名舉人（解元）。